# 쎄보모빌리티
쎄보모빌리티는 대한민국의 소규모 자동차 회사이다. 스마트솔루션즈와 더불어 전기차를 만든다.